# Eleições estaduais em São Paulo em 1970
As eleições estaduais em São Paulo em 1970 aconteceram em duas etapas conforme previa o Ato Institucional Número Três e assim a eleição indireta do governador Laudo Natel e do vice-governador Rodrigues Filho foi em 3 de outubro e a escolha dos senadores Franco Montoro e Orlando Zancaner, 43 deputados federais e 67 estaduais ocorreu em 15 de novembro a partir de um receituário aplicado aos 22 estados e aos territórios federais do Amapá, Rondônia e Roraima.
O governador Laudo Natel nasceu em São Manuel, formou-se em Economia pela Universidade de São Paulo e trabalhou no Banco Noroeste ao lado de Amador Aguiar antes que este fundasse o Bradesco, onde Laudo Natel ocupou cargos de direção. Membro da Associação Comercial de São Paulo e do Conselho Monetário Nacional, presidiu o Sindicato de Bancos de São Paulo e também o São Paulo Futebol Clube por doze anos a partir de 1958. Sua vida política começou no PR em 1962 quando foi eleito vice-governador de São Paulo junto com Ademar de Barros. Derrotado ao disputar a prefeitura de São Paulo via PL em 1965, foi efetivado governador com a cassação de Ademar de Barros pelo Regime Militar de 1964 assumiu o poder em 6 de junho de 1966 quando estava na ARENA e no ano anterior foi o segundo colocado ao disputar a prefeitura de São Paulo sendo vencido por José Vicente Faria Lima, ligado a Jânio Quadros. O retorno de Laudo Natel ao Palácio dos Bandeirantes aconteceu por escolha do presidente Emílio Garrastazu Médici em 1970 e seu vice-governador era Antônio José Rodrigues Filho, secretário de Agricultura no governo Abreu Sodré e presidente da Organização das Cooperativas Brasileiras.

## Resultado da eleição para governador
No dia da eleição compareceram à Assembleia Legislativa de São Paulo o vice-governador Hilário Torloni, o prefeito Paulo Maluf, o senador Carvalho Pinto e o presidente estadual da ARENA, Lucas Nogueira Garcez e o resultado apontou a vitória de Laudo Natel com 69 votos e se não recebeu o voto de Orlando Zancaner (mesmo presente à votação ele estava licenciado) foi apoiado pelo oposicionista Heitor Botura. Os demais quinze votos do MDB foram em branco (sendo que quatro de seus parlamentares não compareceram) e houve três abstenções.
| Candidatos a governador do estado | Candidatos a vice-governador | Número | Coligação             | Votação | Percentual |
| --------------------------------- | ---------------------------- | ------ | --------------------- | ------- | ---------- |
| Laudo Natel ARENA                 | Rodrigues Filho ARENA        | 11     | ARENA (sem coligação) | 69      | 100%       |

## Biografia dos senadores eleitos

### Franco Montoro
Nascido em São Paulo, o advogado e professor Franco Montoro graduou-se em 1938 na Universidade de São Paulo, formando-se no mesmo ano em Filosofia e Pedagogia. Filiado ao PDC foi eleito vereador em São Paulo em 1950, deputado estadual em 1954 e deputado federal em 1958, interrompeu o mandato ao ser nomeado ministro do Trabalho na fase parlamentarista do governo João Goulart sob liderança do primeiro-ministro Tancredo Neves. Reeleito deputado federal em 1962 foi eleito presidente nacional do PDC e com o bipartidarismo imposto pelos militares ingressou no MDB conquistando um novo mandato em 1966 sendo eleito senador em 1970.

### Orlando Zancaner
Nascido em Catiguá, o advogado Orlando Zancaner é formado pela Universidade de São Paulo e fez carreira em Catanduva, cidade onde foi eleito vereador em 1950 e vice-prefeito em 1954. Filiado ao PSP, foi eleito deputado estadual em 1958, 1962 e 1966, renovando este mandato pela ARENA. Eleito senador em 1970, renunciou ao mandato em 13 de abril de 1976 para assumir uma cadeira no Tribunal de Contas do Estado de São Paulo sendo empossado à referida corte naquele mesmo dia.

## Suplente efetivado

### Otto Lehmann
Nascido em São Paulo, Otto Lehmann formou-se advogado pela Universidade Federal do Rio de Janeiro em 1938. Professor na Universidade do Vale do Paraíba e na Pontifícia Universidade Católica de São Paulo, foi secretário de Negócios Jurídicos durante o mandato de Ademar de Barros como prefeito de São Paulo. Nomeado conselheiro do Tribunal de Contas de São Paulo em 1964, permaneceu na corte durante cinco anos e presidiu a mesma. Eleito suplente de senador pela ARENA em 1970, foi efetivado em 23 de abril de 1976, dias após renúncia do titular.

## Resultado das eleições para senador
Com informações oriundas do Tribunal Superior Eleitoral que apurou 7.564.333 votos válidos, 2.101.327 votos em branco e 1.136.136 votos nulos.
| Candidatos a senador da República | Candidatos a suplente de senador | Número | Coligação             | Votação   | Percentual |
| --------------------------------- | -------------------------------- | ------ | --------------------- | --------- | ---------- |
| Franco Montoro MDB                | Tito Costa MDB                   | 151    | MDB (sem coligação)   | 1.953.868 | 25,83%     |
| Orlando Zancaner ARENA            | Otto Lehmann ARENA               | 111    | ARENA (sem coligação) | 1.944.646 | 25,71%     |
| Lino de Matos MDB                 | Ruy Amaral Lemos MDB             | 155    | MDB (sem coligação)   | 1.835.821 | 24,27%     |
| Hilário Torloni ARENA             | Antônio Celidônio Ruette ARENA   | 112    | ARENA (sem coligação) | 1.829.998 | 24,19%     |

## Deputados federais eleitos
São relacionados os candidatos eleitos com informações complementares da Câmara dos Deputados.

Representação eleita
  ARENA: 32
  MDB: 11

| Deputados federais eleitos | Partido | Votação | Percentual | Cidade onde nasceu   | Unidade federativa |
| Ademar de Barros Filho     | ARENA   | 195.458 |            | São Paulo            | São Paulo          |
| Baldacci Filho             | ARENA   | 159.138 |            | Caçapava             | São Paulo          |
| Faria Lima                 | ARENA   | 154.914 |            | Rio de Janeiro       | Rio de Janeiro     |
| Herbert Levy               | ARENA   | 89.383  |            | São Paulo            | São Paulo          |
| Henrique Turner            | ARENA   | 66.595  |            | Cruzeiro             | São Paulo          |
| Sílvio Lopes               | ARENA   | 66.092  |            | Santos               | São Paulo          |
| Oscar Pedroso Horta        | MDB     | 64.223  |            | São Paulo            | São Paulo          |
| Francisco Amaral           | MDB     | 63.890  |            | Campinas             | São Paulo          |
| Diogo Nomura               | ARENA   | 61.428  |            | Registro             | São Paulo          |
| Cantídio Sampaio           | ARENA   | 58.809  |            | São Paulo            | São Paulo          |
| Paulo Abreu                | ARENA   | 50.834  |            | São Paulo            | São Paulo          |
| Ítalo Fittipaldi           | ARENA   | 48.220  |            | Rio de Janeiro       | Rio de Janeiro     |
| Monteiro de Barros         | ARENA   | 47.267  |            | Barretos             | São Paulo          |
| Ulysses Guimarães          | MDB     | 44.704  |            | Itirapina            | São Paulo          |
| Freitas Nobre              | MDB     | 44.430  |            | Fortaleza            | Ceará              |
| João Arruda                | MDB     | 44.430  |            | São Paulo            | São Paulo          |
| Mário Teles                | ARENA   | 44.397  |            | São Paulo            | São Paulo          |
| Chaves Amarante            | ARENA   | 43.137  |            | Rio de Janeiro       | Rio de Janeiro     |
| Amaral Furlan              | ARENA   | 42.167  |            | Sertãozinho          | São Paulo          |
| Adalberto Camargo          | MDB     | 41.961  |            | Araraquara           | São Paulo          |
| Bezerra de Melo            | ARENA   | 41.959  |            | Crateús              | Ceará              |
| João Batista Ramos         | ARENA   | 40.815  |            | Queluz               | São Paulo          |
| Santilli Sobrinho          | MDB     | 40.381  |            | Mineiros do Tietê    | São Paulo          |
| Ernesto Pereira Lopes      | ARENA   | 40.107  |            | São Paulo            | São Paulo          |
| Sussumu Hirata             | ARENA   | 39.948  |            | São Manuel           | São Paulo          |
| Braz Nogueira              | ARENA   | 39.764  |            | Botucatu             | São Paulo          |
| Alfeu Gasparini            | ARENA   | 39.468  |            | Batatais             | São Paulo          |
| Athiê Jorge Coury          | MDB     | 38.778  |            | Itu                  | São Paulo          |
| Artur Fonseca              | ARENA   | 38.208  |            | Santos               | São Paulo          |
| Aldo Lupo                  | ARENA   | 38.004  |            | Araraquara           | São Paulo          |
| Ildélio Martins            | ARENA   | 37.152  |            | Rio de Janeiro       | Rio de Janeiro     |
| Pacheco Chaves             | MDB     | 37.132  |            | São Paulo            | São Paulo          |
| Roberto Gebara             | ARENA   | 34.502  |            | São Paulo            | São Paulo          |
| Cardoso de Almeida         | ARENA   | 33.476  |            | São Paulo            | São Paulo          |
| Orensy Rodrigues           | ARENA   | 32.586  |            | Jataí                | Goiás              |
| Plínio Salgado             | ARENA   | 31.646  |            | São Bento do Sapucaí | São Paulo          |
| Sales Filho                | ARENA   | 31.636  |            | São Paulo            | São Paulo          |
| Maurício Toledo            | ARENA   | 31.544  |            | Juiz de Fora         | Minas Gerais       |
| Paulo Alberto              | ARENA   | 31.532  |            | Prata                | Minas Gerais       |
| Sílvio Venturolli          | ARENA   | 31.496  |            | Corumbataí           | São Paulo          |
| Rui de Almeida Barbosa     | ARENA   | 31.489  |            | São Simão            | São Paulo          |
| Dias Menezes               | MDB     | 27.976  |            | São Paulo            | São Paulo          |
| José Camargo               | MDB     | 25.726  |            | São Roque            | São Paulo          |

## Deputados estaduais eleitos
Estavam em jogo 67 vagas na Assembleia Legislativa de São Paulo.

Representação eleita
  ARENA: 51
  MDB: 16

| Deputados estaduais eleitos     | Partido | Votação | Percentual | Cidade onde nasceu      | Unidade federativa |
| José Eduardo de Faria Lima      | ARENA   | 93.042  |            | Rio de Janeiro          | Rio de Janeiro     |
| Salvador Julianelli             | ARENA   | 72.974  |            | São Paulo               | São Paulo          |
| Agnaldo de Carvalho Júnior      | ARENA   | 53.108  |            | Recife                  | Pernambuco         |
| José Maria Marin                | ARENA   | 48.355  |            | São Paulo               | São Paulo          |
| José Felício Castellano         | ARENA   | 44.673  |            | Rio Claro               | São Paulo          |
| Gioia Júnior                    | ARENA   | 44.237  |            | Campinas                | São Paulo          |
| Ivair Garcia                    | ARENA   | 40.758  |            | Mogi das Cruzes         | São Paulo          |
| Welson Gasparini                | ARENA   | 38.853  |            | Batatais                | São Paulo          |
| Armando Pannunzio               | ARENA   | 38.176  |            | São Paulo               | São Paulo          |
| Dulce Braga                     | ARENA   | 37.544  |            | São José do Rio Preto   | São Paulo          |
| Fauze Carlos                    | MDB     | 37.321  |            | Catiguá                 | São Paulo          |
| Maluly Neto                     | ARENA   | 37.177  |            | Fartura                 | São Paulo          |
| Januário Mantelli Neto          | ARENA   | 36.263  |            |                         |                    |
| Ademar de Barros                | ARENA   | 35.994  |            | Olímpia                 | São Paulo          |
| Antônio Salim Curiati           | ARENA   | 33.849  |            | Avaré                   | São Paulo          |
| Pedro Geraldo Costa             | ARENA   | 33.167  |            |                         |                    |
| Renato Cordeiro                 | ARENA   | 31.045  |            |                         |                    |
| Sólon Borges dos Reis           | ARENA   | 30.571  |            | Casa Branca             | São Paulo          |
| Marco Antônio de Oliveira       | ARENA   | 29.922  |            |                         |                    |
| Guaçu Piteri                    | MDB     | 28.458  |            | Pindorama               | São Paulo          |
| José Rosa da Silva              | ARENA   | 28.125  |            |                         |                    |
| Hermógenes Walter Braido        | ARENA   | 27.968  |            |                         |                    |
| Abílio Nogueira Duarte          | MDB     | 27.794  |            | Assis                   | São Paulo          |
| Rui Silva                       | ARENA   | 27.605  |            |                         |                    |
| Archimedes Lammoglia            | ARENA   | 26.703  |            |                         |                    |
| Ricardo Izar                    | ARENA   | 26.426  |            | São Paulo               | São Paulo          |
| Wadih Helu                      | ARENA   | 26.413  |            | Tatuí                   | São Paulo          |
| Antônio Morimoto                | ARENA   | 25.990  |            | Promissão               | São Paulo          |
| Armando Simões Neto             | ARENA   | 25.972  |            |                         |                    |
| Cunha Bueno                     | ARENA   | 25.930  |            | São Paulo               | São Paulo          |
| Nabi Abi Chedid                 | ARENA   | 25.575  |            | Ramarith                | Líbano             |
| Abrahim Dabus                   | ARENA   | 25.181  |            | Avaré                   | São Paulo          |
| Hatiro Shimomoto                | ARENA   | 24.925  |            |                         |                    |
| Astolfo Araújo                  | ARENA   | 24.513  |            |                         |                    |
| Agenor Lino de Matos            | MDB     | 24.510  |            | Santa Cruz do Rio Pardo |                    |
| Lineu de Paula Leão             | ARENA   | 24.481  |            |                         |                    |
| José Ozi                        | ARENA   | 23.979  |            |                         |                    |
| Pedro Carolo                    | ARENA   | 23.358  |            | Pontal                  | São Paulo          |
| Benedito Matarazzo              | ARENA   | 23.310  |            |                         |                    |
| Nesralla Rubez                  | ARENA   | 23.219  |            |                         |                    |
| Waldemar Lopes Ferraz           | ARENA   | 22.310  |            |                         |                    |
| Hélvio Nunes da Silva           | ARENA   | 22.000  |            |                         |                    |
| Theodosina Rosário Ribeiro      | MDB     | 21.500  |            | Barretos                | São Paulo          |
| Geraldino dos Santos            | ARENA   | 21.129  |            |                         |                    |
| Shiro Kiono                     | ARENA   | 21.080  |            |                         |                    |
| Ruy Codo                        | MDB     | 20.780  |            | Santa Gertrudes         | São Paulo          |
| Jamil Assuf Dualibi             | ARENA   | 20.692  |            |                         |                    |
| Caio Pompeu de Toledo           | ARENA   | 20.550  |            | São Paulo               | São Paulo          |
| Ari da Silva                    | ARENA   | 20.044  |            |                         |                    |
| Alfeu Brandão Praça             | ARENA   | 19.060  |            |                         |                    |
| José Costa                      | ARENA   | 18.945  |            |                         |                    |
| João Lázaro de Almeida Prado    | ARENA   | 18.839  |            |                         |                    |
| Antônio Pinheiro Camargo Júnior | ARENA   | 18.708  |            |                         |                    |
| José Sabino                     | ARENA   | 18.654  |            |                         |                    |
| Alex Freua Neto                 | ARENA   | 18.569  |            |                         |                    |
| Jacob Salvador Zveibil          | ARENA   | 18.455  |            |                         |                    |
| Manoel Severo Lins Neto         | ARENA   | 18.328  |            |                         |                    |
| Jihei Noda                      | MDB     | 17.300  |            | Saga                    | Japão              |
| Alberto Goldman                 | MDB     | 17.226  |            | São Paulo               | São Paulo          |
| Arlindo Antônio dos Santos      | MDB     | 16.436  |            |                         |                    |
| Del Bosco Amaral                | MDB     | 16.370  |            | Santos                  | São Paulo          |
| Aurélio Rosalindo de Campos     | MDB     | 15.212  |            | Santos                  | São Paulo          |
| Carlos Nelson Bueno             | MDB     | 14.508  |            |                         |                    |
| Leonel Júlio                    | MDB     | 14.380  |            | Duartina                | São Paulo          |
| Francisco Antônio Coelho        | MDB     | 14.064  |            |                         |                    |
| Carlos Vicente Cerchiari        | MDB     | 13.854  |            |                         |                    |
| Jayro Maltoni                   | MDB     | 13.569  |            | Ribeirão Preto          | São Paulo          |